# Acrocercops maranthaceae
Acrocercops maranthaceae är en fjärilsart som beskrevs av August Busck 1934. Acrocercops maranthaceae ingår i släktet Acrocercops och familjen styltmalar.
Artens utbredningsområde är Kuba. Inga underarter finns listade i Catalogue of Life.